# Acer guizhouense
Acer guizhouense là một loài thực vật có hoa trong họ Bồ hòn. Loài này được Y.K.Li mô tả khoa học đầu tiên năm 1987.